# Pallacanestro ai Giochi centramericani e caraibici
La pallacanestro ai Giochi centramericani e caraibici è stata ammessa al programma sportivo dei Giochi centramericani e caraibici dalla prima edizione nella versione maschile e dalla terza edizione nella versione femminile.

## Tornei
- Maschile

- Femminile